# Solpugema coquinae coquinae
Solpugema coquinae coquinae es una subespecie de arácnido  del orden Solifugae de la familia Solpugidae.

## Distribución geográfica
Se encuentra en el sur de África.